# اونا اوکانر (بازیگر)
اونا اوکانر (انگلیسی: Una O'Connor؛ زاده اگنس ترزا مک‌گلاد، ۲۳ اکتبر ۱۸۸۰ – ۴ فوریهٔ ۱۹۵۹) یک بازیگر اهل ایرلند بود. وی بین سال‌های ۱۹۱۱ تا ۱۹۵۷ میلادی فعالیت می‌کرد. وی پیش از تبدیل‌شدن به یک بازیگر فیلم و تلویزیون، به‌طور گسترده در تئاتر حضور داشت. او اغلب نقش همسران، خانه‌دارها و خدمتکاران خنده‌دار را به تصویر می‌کشید. در سال ۲۰۲۰، او در فهرست بهترین بازیگران سینمای ایرلند در آیریش تایمز در رتبه ۱۹ قرار گرفت.

## فیلم‌شناسی
از فیلم‌ها یا برنامه‌های تلویزیونی که وی در آن نقش داشته است می‌توان به آثار زیر اشاره کرد.
- قتل! (۱۹۳۰)
- Timbuctoo (۱۹۳۳)
- سواران (۱۹۳۳)
- Pleasure Cruise (۱۹۳۳)
- Timbuctoo (۱۹۳۳)
- Horse Play (۱۹۳۳)
- Mary Stevens, M.D. (۱۹۳۳)
- مرد نامرئی (۱۹۳۳)
- استینگاره (۱۹۳۴)
- برت‌های خیابان ویمپول (۱۹۳۴)
- اورینت اکسپرس (۱۹۳۴)
- Father Brown, Detective (۱۹۳۵)
- دیوید کاپرفیلد (۱۹۳۵)
- عروس فرانکنشتاین (۱۹۳۵)
- The Imperfect Lady (۱۹۳۵)
- خبرچین (۱۹۳۵)
- رز ماری (۱۹۳۶)
- Little Lord Fauntleroy (۱۹۳۶)
- Suzy (۱۹۳۶)
- لویدز لندن (۱۹۳۶)
- خیش و ستارگان (۱۹۳۶)
- The Return of the Frog (۱۹۳۸)
- ماجراهای رابین هود (۱۹۳۸)
- We Are Not Alone (۱۹۳۹)
- It All Came True (۱۹۴۰)
- لیلیان راسل (۱۹۴۰)
- شاهین دریا (۱۹۴۰)
- زنی با موهای شرابی بلوند (۱۹۴۱)
- جاسوس محبوب من (۱۹۴۲)
- برداشت محصول تصادفی (۱۹۴۲)
- این زمین مال من است (۱۹۴۳)
- روح کانترویل (۱۹۴۴)
- دوست من، گرگ (۱۹۴۴)
- کریسمس در کنتیکت (۱۹۴۵)
- زنگ‌های کلیسای مریم مقدس (۱۹۴۵)
- Cluny Brown (۱۹۴۶)
- Of Human Bondage (۱۹۴۶)
- ماجراهای دن خوان (۱۹۴۸)
- شاهدی برای محاکمه (۱۹۵۷)

## زندگی شخصی و مرگ
اوکانر در ۳ مارس ۱۹۵۲ یک شهروند آمریکایی شد. او در خانه ویندزور در پلاک ۱۰۰ خیابان ۵۸ غربی در منهتن زندگی می‌کرد. او که هرگز ازدواج نکرده و فرزندی نداشت در شهر نیویورک بر اثر بیماری قلبی در سن ۷۸ سالگی در ۴ فوریه ۱۹۵۹ در خانه مری منینگ والش درگذشت. او در گورستان کالواری در کوئینز، نیویورک به خاک سپرده شده است.